# Сперина Алта (Кунео)
Сперина Алта је насеље у Италији у округу Кунео, региону Пијемонт.
Према процени из 2011. у насељу је живело 41 становника. Насеље се налази на надморској висини од 306 м.